# Ексцентарска преса
Ексцентарске пресе су намењене за обраду метала пресовањем, ковањем, сечењем, пробијањем, утискивањм, извлачењем и савијањем на којима се на релативно малој путањи примењује велика сила. Састоји се од кућишта у коме се окреће ексцентрично вратило које је повезано са клипњачом која је повезана са клизачем на коме се налази клип. Ово претвара кружно кретање осовине  у наизменично праволинијско кретање клизача клипа. Ексцентричне механичке пресе се најчешће граде као машине са силом пресовања до 400 тона

## Подела
Разликујемо кривајне и кривајно ексцентарске пресе. Разлика је у конструкцији зглоба, односно везе између криваје коленастог вратила и спојне полуге, при чему се у првом случају веза остварује посредством клизних или котрљајних лежајева, док се у другом случају веза остварује посредством још и специјалног дела (ексцентарског прстена) који омогућава подешавање дужине полупречника криваје, регулишући на тај начин ход притискивача.

## Принцип рада
Основни принцип рада је такав да коленасто вратило добија обртно кретање од погонског мотора путем каишног преноса. При томе, коленасто вратило је преко спојне полуге повезано са притискивачем пресе. Да би се регулисала радна висина притискивача, на спојну полугу се уграђује завојни механизам помоћу кога се регулише њена дужина. Притискивач може да клизи дуж својих вертикалних вођица постављених на стубовима пресе.

## Детаљи
При појединачном извођењу радних ходова или ради заустављања кретања притискивача у горњем положају, на коленасто вратило се уграђује кочница.
Код кривајних преса већих снага и са споријим радним ходовима између осовине погонског мотора и коленастог вратила уграђују се зупчасти кинематски парови ради редукције броја обртаја коленастог вратила, па самим тим и брзине хода притискивача.
Преса је алатна машина дизајнирана да примени веома велику снагу на обликовање материјала. Пресе се израђују у распону од малих ручних до великих индустријских преца. Одликује их тиши рад од ковачких чекића, па се могу користити за велике силе.